# Odile Kennel

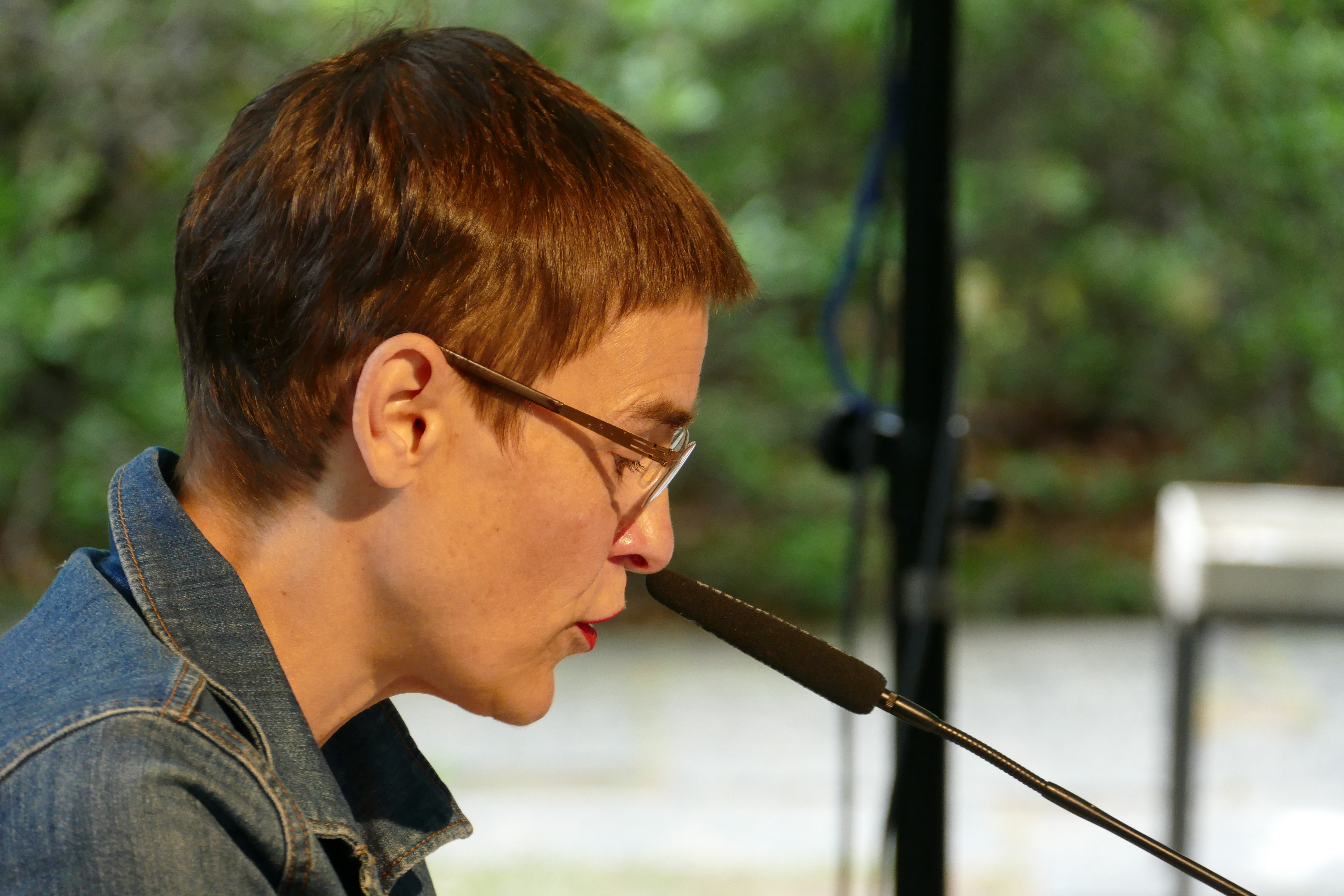
Odile Kennel 2018

Odile Kennel (Bühl, Alemania; 1967) es una escritora alemana de origen francés conocida por su trabajo en poesía y prosa, así como por sus traducciones.

## Vida y obra
Odile Kennel se especializó en estudios culturales, y también estudió ciencias políticas en Tübingen, Berlín y Lisboa, y administración cultural en Bucarest y Dijon. Recibió una educación bilingüe. Además de sus escritos, que a menudo han sido expuestos en medios de comunicación alemanes, Odile Kennel traduce poesía del francés, portugués y español al alemán. Ha trabajado durante muchos años como mediadora cultural. Hace lecturas públicas de sus obras con regularidad. Kennel trabaja y vive en Berlín.

## Publicaciones

### Prosa
- Wimpernflug – eine atemlose Erzählung, Edición Ebersbach, Dortmund 2000
- Was Ida sagt. Novela, dtv, Múnich 2011, ISBN 978-3-423-24896-9
- Mit Blick auf See. Novela, dtv, Múnich 2017, ISBN 978-3-423-28113-3

### Poesía
- oder wie heißt diese interplanetare Luft, dtv, Múnich 2013

### Traducciones (obras seleccionadas)
- Jacques Darras: Endlich raus aus dem Wald. 1914 noch einmal von vorne. Ein rasendes Thesengedicht.  KLAK-Verlag 2017. Traducción del francés, Je sors enfin du Bois de la Gruerie. Tout reprendre à 1914. Poème cursif/discursif, collection
- Érica Zíngano: Ich weiß nicht, warum. Zeichnungen und Texte für Unica Zürn. Hochroth Verlag, Berlín 2013. Traducción del portugués.
- Ricardo Domeneck: Körper: ein Handbuch. Verlagshaus J. Frank, Berlín 2013. Traducción del portugués.
- Damaris Calderón: Sprache und Scharfrichter. Parasitenpresse, Cologne 2011. Traducción del español, Parloteo de Sombra Matanzas.
- Angélica Freitas: Rilke Shake. Poemas. Luxbooks, Wiesbaden 2011. Traducción bilingüe del portugués.
- Jean Portante: Die Arbeit des Schattens. Ediciones PHI, Esch/Alzette 2005. Traducción del francés, Le travail du poumon.

## Premios y becas
- 1996: Würth-Literaturpreis
- 2000: Beca del Senado de Berlín
- 2001: Beca para la estancia en Künstlerhaus Lukas por la fundación Kulturfonds
- 2004: Premio del Rheinsberger Autorinnenforums[5]
- 2009: Beca de la Fundación de Traductores Alemanes (DÜF) para la traducción de la antología "Rilke Shake" de Angélica Freitas
- 2011: Beca de la Fundación Künstlerdorf Schöppingen
- 2011: Beca Alfred-Döblin-Stipendium
- 2012: Beca de la Fundación de Traductores Alemanes (DÜF) para la traducción de la antología de Ricardo Domeneck
- 2013: Gisela-Scherer-Stipendium
- 2014: Beca de la Stuttgarter Schriftstellerhaus[6]
- 2013: Ganadora del Lyrikpreis München, otorgado por Münchner Literaturbüro[7]
- 2016: Beca del Senado de Berlín
- 2016: Autora del año, elegida por la Asociación de Autores (Autorinnenvereinigung)[8]